# Gallate d'éthyle
« E313 » redirige ici. Pour les autres significations, voir E313 (homonymie).

Le gallate d'éthyle (aussi connu sous les noms d'ester éthylique d'acide 3,4,5-trihydroxy-benzoïque) est un composé organique, résultant de l'estérification de l'acide gallique par de l'éthanol, utilisé comme additif alimentaire (conservateur, antioxydant) sous la dénomination E313. Le gallate d'éthyle est une molécule qui existe à l'état naturel dans certains végétaux. Il est utilisé dans les industries alimentaires à des doses comprises entre 50 mg et 1000 mg/kg. 
Dans l'Union Européenne, le règlement 1129/2011 de la commission du 11 novembre 2011  autorise l'usage du gallate d'éthyle dans des produits alimentaires spécifiques, dont les laits en poudre, les matières grasses et huiles insérées, les fruits à coque transformés, les pommes de terre déshydratées, les céréales précuites, certains produits de boulangerie fine, les soupes, les sauces, les amuse-gueules ou encore les chewing-gums.